# Urolophus flavomosaicus
Urolophus flavomosaicus là một loài cá đuối ít được biết đến thuộc họ Urolophidae, phân bố ngoài khơi tây bắc và đông nam Úc. Nó sống ở ngoài thềm lục địa ở độ sâu 60–320 m (200–1.050 ft).